# E. M. Delafield
E. M. Delafield, pseudonimo di Edmée Elizabeth Monica Dashwood (nata de la Pasture; Steyning, 9 giugno 1890 – Kentisbeare, 2 dicembre 1943), è stata una scrittrice britannica.

## Biografia
Nacque dal conte Henry Philip Ducarel de la Pasture, discendente diretto del maharaja di Purnia, e da Elizabeth Lydia Rosabel Bonham, una figlia di un diplomatico che scrisse racconti di finzione con lo pseudonimo di Mrs Henry de la Pasture. La giovane Edmée crebbe a Londra, nel Devon e nel Monmouthshire, dove studiò il francese in diverse scuole. Dopo le seconde nozze di sua madre contratte con l'Alto commissario della Malesia Hugh Charles Clifford, trascorse nove mesi in un convento in Belgio, esperienza che in seguito avrebbe riportato in un manoscritto. Nel 1914 iniziò a lavorare come infermiera, professione alla quale accostò la pubblicazione del suo primo romanzo Zella Sees Herself (1917). L'anno successivo seguirono The War Workers e The Pelicans, due romanzi incentrati sull'amore soffocante tra due sorelle, poi fu la volta di Consequences, la storia di una ragazza che entra in convento rinunciando alla sua vita precedente.
Dopo il matrimonio con Paul Dashwood nel 1919, si trasferì in Malesia, dove diede alla luce un figlio. Nel 1922 la coppia tornò in patria stabilendosi a Croyle House, nel Devon, e due anni più tardi diede alla luce una bambina. Nel 1927 pubblicò The Way Things Are, descritto come "il suo romanzo completamente perfetto", al quale seguirono numerosi romanzi, saggi, racconti brevi e parodie. Collaborò alla rivista Time and Tide e nel 1930 pubblicò The Diary of a Provincial Lady. Nel 1932 scrisse il capolavoro Thank Heaven Fasting, incentrato su una giovane donna dell'età edoardiana che cerca in tutti i modi di trovare un marito, indi nel 1937 fu la volta di Nothing is Safe, dove tratta gli effetti del divorzio sui bambini, e di un libro su un suo viaggio in Russia dell'anno precedente. Durante la seconda guerra mondiale tenne conferenze per il Ministero dell'informazione e riparò in Francia per alcune settimane. Morì di cancro nel 1943.